# Stamboom George Frederik van Nassau-Siegen
Dit is de stamboom van graaf George Frederik van Nassau-Siegen (1606–1674).
| Stamboom George Frederik van Nassau-Siegen (1606–1674) | Stamboom George Frederik van Nassau-Siegen (1606–1674)                                                                 | Stamboom George Frederik van Nassau-Siegen (1606–1674)                                                                 | Stamboom George Frederik van Nassau-Siegen (1606–1674)                                                                 | Stamboom George Frederik van Nassau-Siegen (1606–1674)                                                                 | Stamboom George Frederik van Nassau-Siegen (1606–1674)                                                                  | Stamboom George Frederik van Nassau-Siegen (1606–1674)                                                                  | Stamboom George Frederik van Nassau-Siegen (1606–1674)                                                                  | Stamboom George Frederik van Nassau-Siegen (1606–1674)                                                                  |
| ------------------------------------------------------ | --- | --- | --- | --- | --- | --- | --- | --- |
| Betovergrootouders                                     | Johan V van Nassau-Siegen (1455–1516) ⚭ 1482 Elisabeth van Hessen-Marburg (1466–1523)                                  | Botho III van Stolberg-Wernigerode (1467–1538) ⚭ 1500 Anna van Eppstein-Königstein (1481–1538)                         | Johan IV van Leuchtenberg (1470–1531) ⚭ 1502 Margaretha van Schwarzburg-Blankenburg (1482–1518)                        | Frederik V ‘de Oudere’ van Brandenburg-Ansbach (1460–1536) ⚭ 1479 Sofia van Polen (1464–1512)                          | Frederik I van Denemarken (1471–1533) ⚭ 1502 Anna van Brandenburg (1487–1514)                                           | Magnus I van Saksen-Lauenburg (?–1543) ⚭ 1509 Catharina van Brunswijk-Wolfenbüttel (?–1563)                             | Filips I van Brunswijk-Grubenhagen (ca. 1476–1551) ⚭ 1517 Catharina van Mansfeld (1501–1535)                            | George I van Pommeren (1493–1531) ⚭ 1513 Amalia van de Palts (1490–1524)                                                |
| Overgrootouders                                        | Willem I ‘de Rijke’ van Nassau-Siegen (1487–1559) ⚭ 1531 Juliana van Stolberg-Wernigerode (1506–1580)                  | Willem I ‘de Rijke’ van Nassau-Siegen (1487–1559) ⚭ 1531 Juliana van Stolberg-Wernigerode (1506–1580)                  | George III van Leuchtenberg (1502–1555) ⚭ 1528 Barbara van Brandenburg-Ansbach (1495–1552)                             | George III van Leuchtenberg (1502–1555) ⚭ 1528 Barbara van Brandenburg-Ansbach (1495–1552)                             | Christiaan III van Denemarken (1503–1559) ⚭ 1525 Dorothea van Saksen-Lauenburg (1511–1571)                              | Christiaan III van Denemarken (1503–1559) ⚭ 1525 Dorothea van Saksen-Lauenburg (1511–1571)                              | Ernst V van Brunswijk-Grubenhagen (1518–1567) ⚭ 1547 Margaretha van Pommeren (1518–1569)                                | Ernst V van Brunswijk-Grubenhagen (1518–1567) ⚭ 1547 Margaretha van Pommeren (1518–1569)                                |
| Grootouders                                            | Johan VI ‘de Oude’ van Nassau-Siegen (1536–1606) ⚭ 1559 Elisabeth van Leuchtenberg (1537–1579)                         | Johan VI ‘de Oude’ van Nassau-Siegen (1536–1606) ⚭ 1559 Elisabeth van Leuchtenberg (1537–1579)                         | Johan VI ‘de Oude’ van Nassau-Siegen (1536–1606) ⚭ 1559 Elisabeth van Leuchtenberg (1537–1579)                         | Johan VI ‘de Oude’ van Nassau-Siegen (1536–1606) ⚭ 1559 Elisabeth van Leuchtenberg (1537–1579)                         | Johan ‘de Jongere’ van Sleeswijk-Holstein-Sonderburg (1545–1622) ⚭ 1568 Elisabeth van Brunswijk-Grubenhagen (1550–1586) | Johan ‘de Jongere’ van Sleeswijk-Holstein-Sonderburg (1545–1622) ⚭ 1568 Elisabeth van Brunswijk-Grubenhagen (1550–1586) | Johan ‘de Jongere’ van Sleeswijk-Holstein-Sonderburg (1545–1622) ⚭ 1568 Elisabeth van Brunswijk-Grubenhagen (1550–1586) | Johan ‘de Jongere’ van Sleeswijk-Holstein-Sonderburg (1545–1622) ⚭ 1568 Elisabeth van Brunswijk-Grubenhagen (1550–1586) |
| Ouders                                                 | Johan VII ‘de Middelste’ van Nassau-Siegen (1561–1623) ⚭ 1603 Margaretha van Sleeswijk-Holstein-Sonderburg (1583–1658) | Johan VII ‘de Middelste’ van Nassau-Siegen (1561–1623) ⚭ 1603 Margaretha van Sleeswijk-Holstein-Sonderburg (1583–1658) | Johan VII ‘de Middelste’ van Nassau-Siegen (1561–1623) ⚭ 1603 Margaretha van Sleeswijk-Holstein-Sonderburg (1583–1658) | Johan VII ‘de Middelste’ van Nassau-Siegen (1561–1623) ⚭ 1603 Margaretha van Sleeswijk-Holstein-Sonderburg (1583–1658) | Johan VII ‘de Middelste’ van Nassau-Siegen (1561–1623) ⚭ 1603 Margaretha van Sleeswijk-Holstein-Sonderburg (1583–1658)  | Johan VII ‘de Middelste’ van Nassau-Siegen (1561–1623) ⚭ 1603 Margaretha van Sleeswijk-Holstein-Sonderburg (1583–1658)  | Johan VII ‘de Middelste’ van Nassau-Siegen (1561–1623) ⚭ 1603 Margaretha van Sleeswijk-Holstein-Sonderburg (1583–1658)  | Johan VII ‘de Middelste’ van Nassau-Siegen (1561–1623) ⚭ 1603 Margaretha van Sleeswijk-Holstein-Sonderburg (1583–1658)  |
| George Frederik van Nassau-Siegen (1606–1674)          | | | | | | | | |
| Echtgenote                                             | ⚭ 1647 Mauritia Eleonora van Portugal (1609–1674)                                                                      | ⚭ 1647 Mauritia Eleonora van Portugal (1609–1674)                                                                      | ⚭ 1647 Mauritia Eleonora van Portugal (1609–1674)                                                                      | ⚭ 1647 Mauritia Eleonora van Portugal (1609–1674)                                                                      | ⚭ 1647 Mauritia Eleonora van Portugal (1609–1674)                                                                       | ⚭ 1647 Mauritia Eleonora van Portugal (1609–1674)                                                                       | ⚭ 1647 Mauritia Eleonora van Portugal (1609–1674)                                                                       | ⚭ 1647 Mauritia Eleonora van Portugal (1609–1674)                                                                       |
| Kinderen                                               | Margaretha Sophia van Nassau (?–1737) (buitenechtelijk) ⚭ 1669 Johan Fer (?–1696)                                      | Margaretha Sophia van Nassau (?–1737) (buitenechtelijk) ⚭ 1669 Johan Fer (?–1696)                                      | Margaretha Sophia van Nassau (?–1737) (buitenechtelijk) ⚭ 1669 Johan Fer (?–1696)                                      | Margaretha Sophia van Nassau (?–1737) (buitenechtelijk) ⚭ 1669 Johan Fer (?–1696)                                      | Margaretha Sophia van Nassau (?–1737) (buitenechtelijk) ⚭ 1669 Johan Fer (?–1696)                                       | Margaretha Sophia van Nassau (?–1737) (buitenechtelijk) ⚭ 1669 Johan Fer (?–1696)                                       | Margaretha Sophia van Nassau (?–1737) (buitenechtelijk) ⚭ 1669 Johan Fer (?–1696)                                       | Margaretha Sophia van Nassau (?–1737) (buitenechtelijk) ⚭ 1669 Johan Fer (?–1696)                                       |
| Kleinkinderen                                          | – | – | – | – | – | – | – | – |